# Nyssa (drottning av Bithynien)
Nyssa, död 000-talet f.Kr., var drottning av Bithynien som gift med Nikomedes III av Bithynien. 
Hon var dotter till Ariarathes VI av Kappadokien.